# Tungli

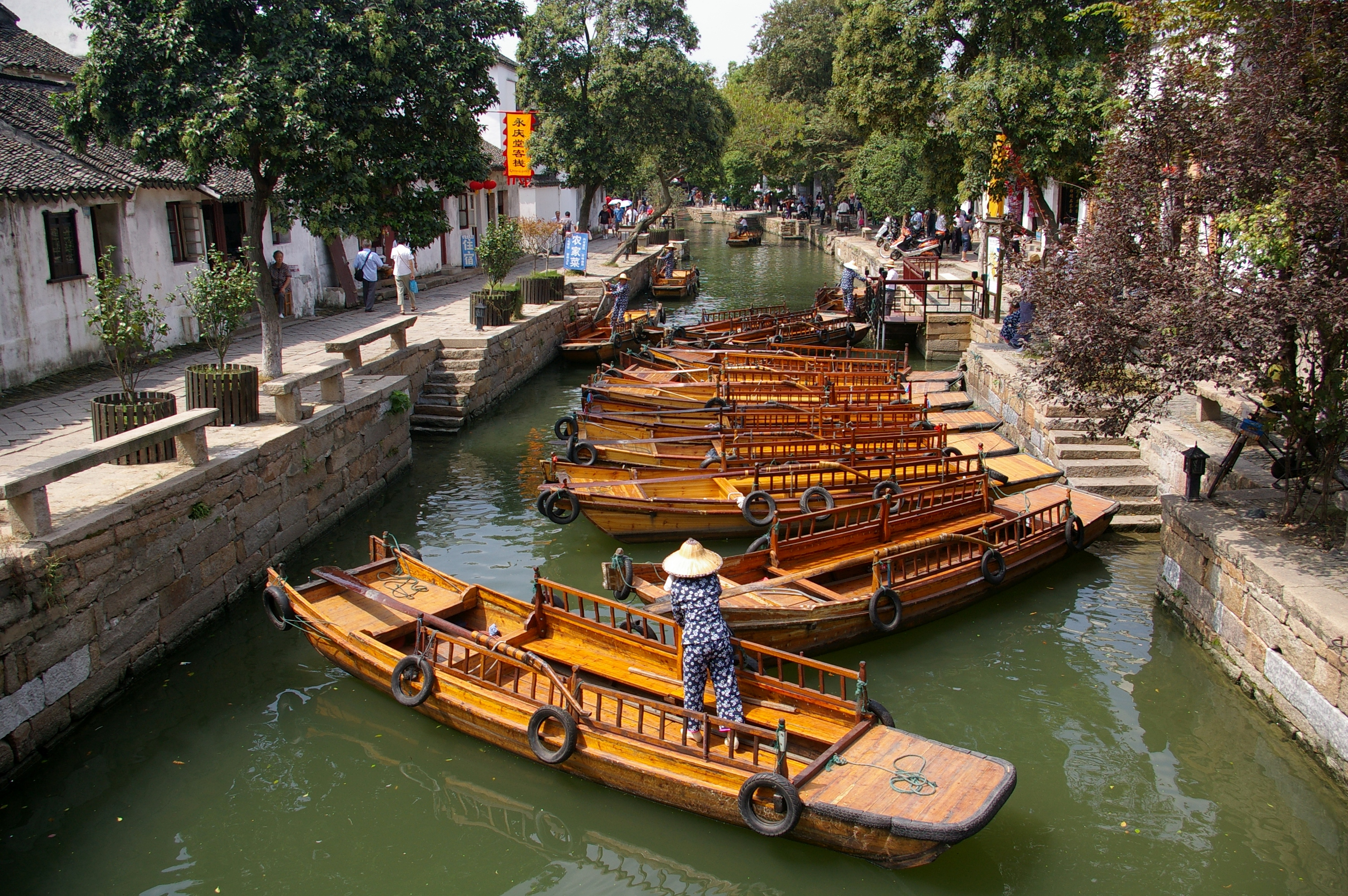
Canals

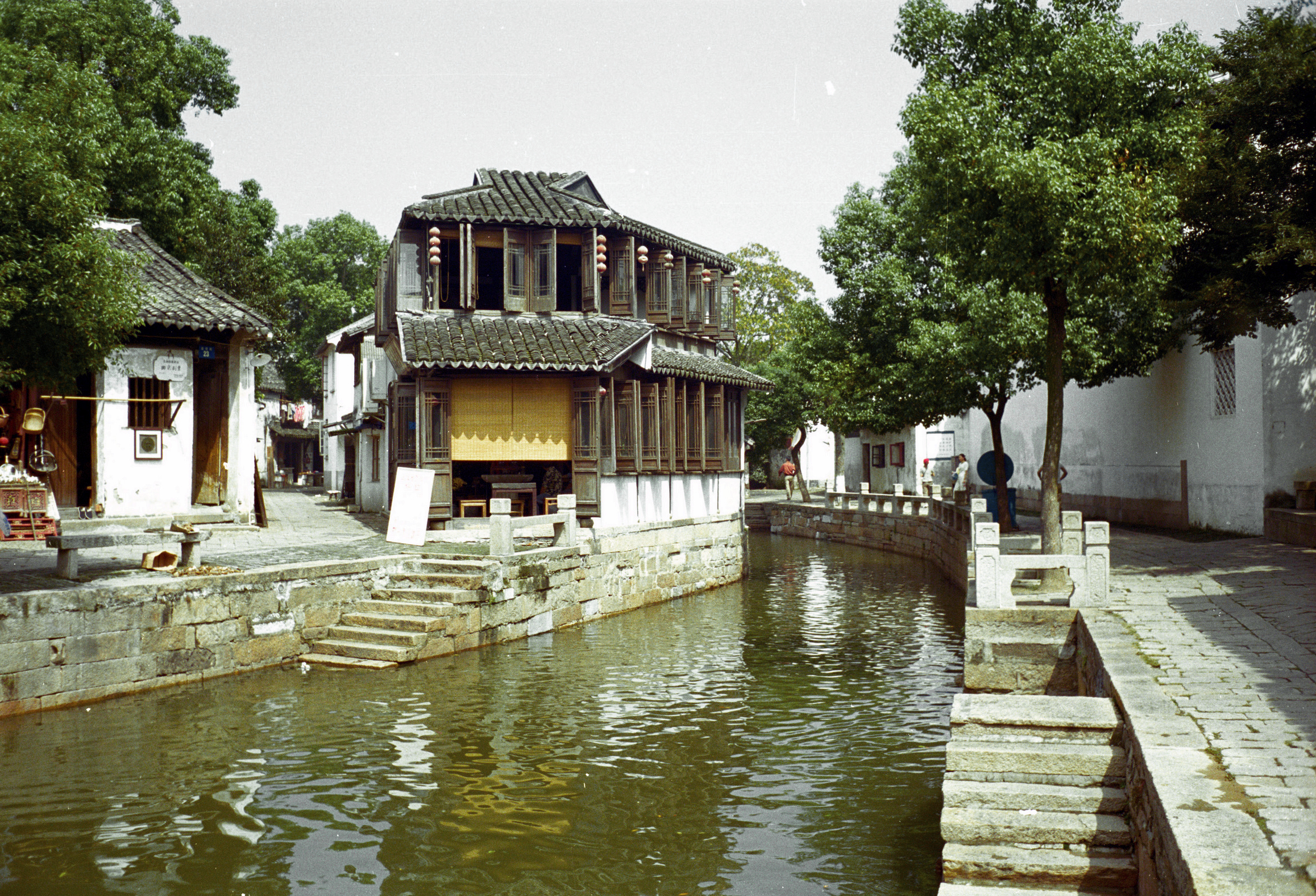
Tea houses

Tungli (), történelmi kisváros Szucsou (Suzhou) prefektúrai szintű város Vucsiang (Wujiang) körzetében. Nevezetessége a festői csatornák hálózata, ami miatt ezt a kisvárost is – mint több más települést – Kína Velencéjének is becézik.
Tungli (Tongli) fél óra alatt elérhető Szucsou (Suzhou) történelmi belvárosából. A kisváros őrzi a környék, az egykori Vu (Wu) állam hagyományos építkezésének emlékeit.

## Látnivalók
A városka fő látnivalója – a csatornák hálózata mellett – a Visszavonulás és elmélkedés kertje (退思园), a kínai kertépítészet kiemelkedő alkotása, ami nyolc másik szucsou (suzhou)i kerttel együtt Szucsou klasszikus kertjei néven a világörökség része.
A város tavának szigetén (Luohszing Csou (Luoxing Zhou)) buddhista, taoista és konfuciánus templomok, emlékhelyek vannak. A tavaszi fesztivál idején a lakosság széles körében elterjedt szokás idelátogatni és megkongatni a harangokat. 
A városban összesen 55 híd van. A három leghíresebbhez, a Tajping (Taiping), a Csili (Jili) és a Csangcsing (Changqing) hidakhoz az a hagyomány fűződik, hogy szerencsét hoznak, ezért házasság, születésnap, más családi ünnepek idején sokan felkeresik azokat, hogy jó egészségért és szerencséért fohászkodjanak.
2004-ben a kínai szexmúzeum Tungli (Tongli) városába költözött Sanghaj (Shanghai)ból.

## Fordítás
- Ez a szócikk részben vagy egészben  a   Tongli című angol Wikipédia-szócikk ezen változatának fordításán alapul.  Az eredeti cikk szerkesztőit annak laptörténete sorolja fel. Ez a jelzés csupán a megfogalmazás eredetét és a szerzői jogokat jelzi, nem szolgál a cikkben szereplő információk forrásmegjelöléseként.